# HD 120066
HD 120066，又名BD+07 2690，SAO 120108、HR 5183，是一颗恒星，视星等为6.33，位于銀經337.86，銀緯65.38，其B1900.0坐标为赤經13h 41m 59.9s，赤緯+6° 65.38′ 12″。